# Kanton Bezons
Kanton Bezons is een voormalig kanton van het Franse departement Val-d'Oise. Kanton Bezons maakte deel uit van het arrondissement Argenteuil en telde 26 263 inwoners (1999). Het werd opgeheven bij decreet van 17 februari 2014 met uitwerking in maart 2015

## Gemeenten
Het kanton Bezons omvatte enkel de gemeente Bezons